# Hôtel de Dreux-Brézé (Poitiers)
L’hôtel de Dreux-Brézé est un hôtel particulier situé à Poitiers, dans le département de la Vienne.

## Histoire
La porte d'entrée de l'hôtel est inscrite au titre des monuments historiques par arrêté du 17 avril 1935.